# Mistrz nowicjatu
Mistrz nowicjatu (mistrzyni nowicjatu, magister nowicjatu) — w katolickich zgromadzeniach zakonnych osoba prowadząca nowicjat, czyli wprowadzająca kandydatów w życie zakonne i przygotowująca ich do złożenia profesji. Podstawowym zadaniem mistrza jest sprawdzenie powołania i rzeczywistych intencji kandydatów.
Mistrzem nowicjatu może być wyłącznie członek zgromadzenia, który związany jest ze zgromadzeniem ślubem wieczystym, i któremu tę funkcję przydzielił właściwy mu przełożony. Mistrz jest jedynym i bezpośrednim przełożonym nowicjuszy, i nie powinien sprawować innych funkcji w zgromadzeniu poza kierowaniem nowicjatem.
Podstawowe zadania mistrza reguluje Kodeks prawa kanonicznego w kan. 650—652.